# Lia Eibenschütz
Mathilde Lya „Lia“ Eibenschütz (* 19. März 1899 in Wiesbaden; † 3. März 1985 in Berlin) war eine deutsche Schauspielerin.

## Leben
Lya „Lia“ Eibenschütz war eine Tochter des Pianisten Albert Maria Eibenschütz aus dessen Ehe mit der Pianistin Wilhelmine Wnuczek. Lia Eibenschütz studierte Musik und arbeitete als Pianistin. Während einer Konzerttournee wurde sie 1919 in Berlin als Schauspielerin entdeckt. Sie war in den zwanziger Jahren in zahlreichen Stummfilmen als verliebte junge Frau zu sehen, daneben stand sie im Fach der jugendlichen Salondame in Berlin auf der Bühne.
Verheiratet mit dem Schauspieler Kurt Vespermann, zog sie sich in den dreißiger Jahren immer mehr in das Privatleben zurück und widmete sich der Erziehung ihres Sohnes, des späteren Schauspielers Gerd Vespermann. Da sie als „Halbjüdin“ galt, wurde sie 1937 aus der Reichstheaterkammer ausgeschlossen. Nach dem Ende des Zweiten Weltkriegs übernahm sie einige kleine Rollen in bundesdeutschen Filmproduktionen und trat wieder in Berlin als Theaterschauspielerin auf, zum Beispiel am Renaissance-Theater. Gelegentlich war sie auch als Synchronsprecherin tätig, so in dem Film Leben und Sterben des Colonel Blimp.

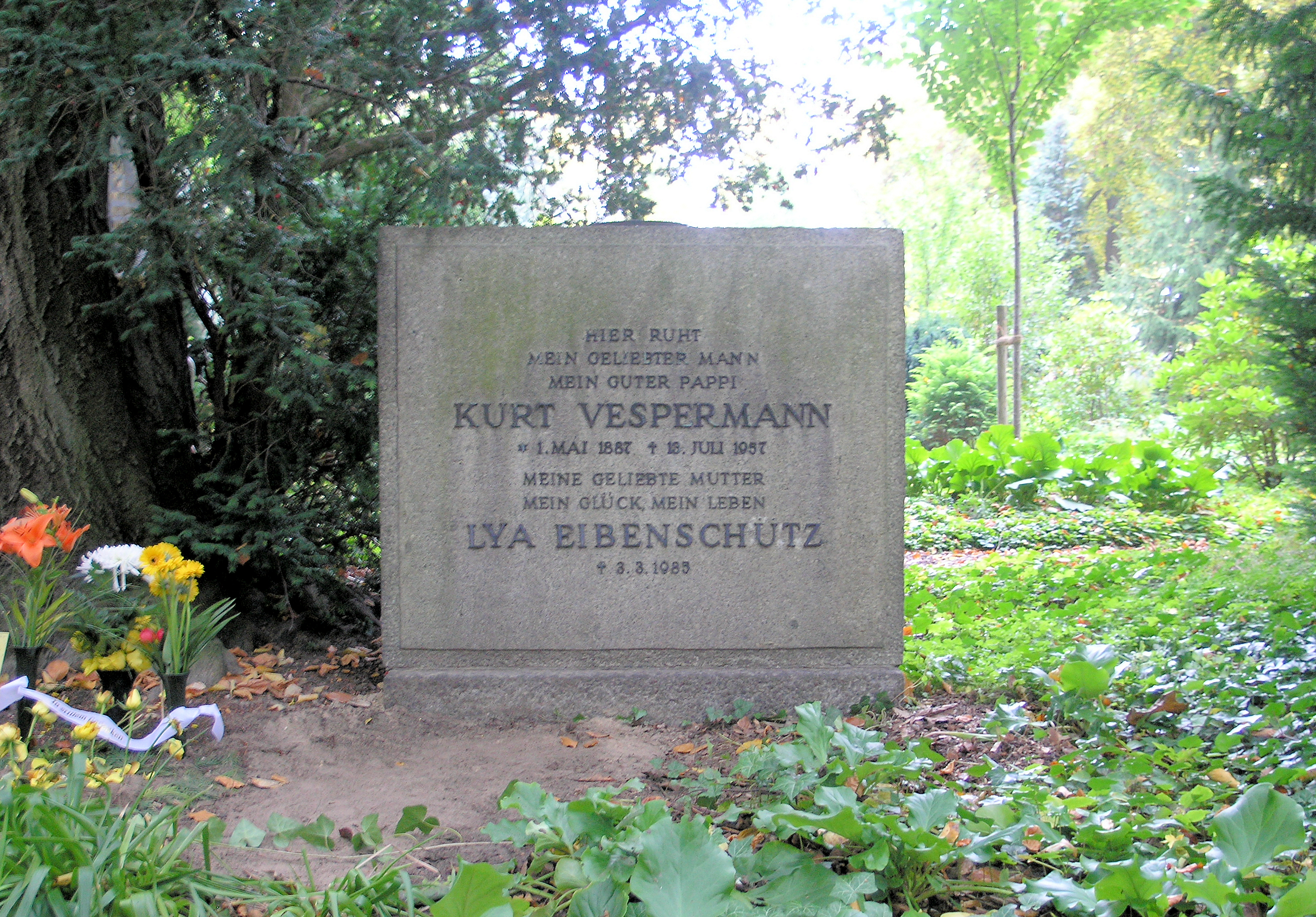
Grabstätte, Fürstenbrunner Weg 65–67, in Berlin-Westend

Sie ist auf dem Kaiser-Wilhelm-Gedächtnis-Friedhof in Berlin beerdigt.

## Filmografie
- 1919: Der Schwarze Meister
- 1919: Der Tempel der Liebe
- 1920: Frauenruhm
- 1920: Der Gefangene
- 1920: Der Sprung ins Dunkle
- 1920: Der Mann auf der Flasche
- 1920: Die Legende von der heiligen Simplicia
- 1920: Der Ochsenkrieg
- 1920: Der letzte Schuß
- 1921: Die Verschwörung zu Genua
- 1921: Die große und die kleine Welt
- 1921: Nachtbesuch in der Northernbank
- 1921: Das gestohlene Millionenrezept
- 1921: Der Totenvogel
- 1921: Der Leidensweg der Inge Krafft
- 1921: Das begrabene Ich
- 1921: Pariserinnen
- 1922: Schamlose Seelen oder Ein Mädchenhandel
- 1922: Der Herr aus dem Zuchthaus
- 1922: Marie Antoinette
- 1922: Es leuchtet meine Liebe
- 1922: Nathan der Weise
- 1923: Die Gasse der Liebe und der Sünde
- 1923: Bob und Mary
- 1923: Der Kaufmann von Venedig
- 1923: Wenn die Maske fällt
- 1923: Der Puppenmacher von Kiang-Ning
- 1923: Die Madonna am Portal
- 1923: Nachtstürme
- 1924: Horrido
- 1924: Kaddisch
- 1924: Frühlingsfluten
- 1924: Die Frau im Feuer
- 1924: Der kleine Herzog
- 1925: Aschermittwoch
- 1925: Schicksal
- 1925: Wetterleuchten
- 1925: Luxusweibchen
- 1925: Wallenstein
- 1925: Die große Gelegenheit
- 1925: Finale der Liebe
- 1925: Die Dame aus Berlin
- 1927: Der Sohn der Hagar
- 1927: Die Apachen von Paris
- 1928: Die Geliebte seiner Hoheit
- 1928: Sechzehn Töchter und kein Papa
- 1928: Der moderne Casanova
- 1928: Flucht vor Blond
- 1929: Die keusche Kokotte
- 1930: Der Korvettenkapitän
- 1931: Ein süßes Geheimnis
- 1932: Kampf
- 1951: Das Haus in Montevideo
- 1955: Ein Herz bleibt allein
- 1958: Der Greifer
- 1960: Liebling der Götter
- 1960: Sabine und die 100 Männer
- 1962: Das lange Weihnachtsmahl (TV)
- 1963: Die Mondvögel (TV)
- 1963: Meine Frau Susanne (Fernsehserie, 4 Folgen)
- 1963: Mein Leopold (TV)
- 1964: Der Kaiser vom Alexanderplatz (TV)
- 1965: Neues vom Hexer
- 1965: Die fünfte Kolonne (Fernsehserie) – Folge: Ein Mann namens Pavlow
- 1966: Lange Beine – lange Finger
- 1967: Der sanfte Lauf
- 1969: Der Kidnapper (TV)
- 1971: Die Unverbesserlichen (Fernsehserie) – Folge: ...und ihr Stolz
- 1972: Das Jahrhundert der Chirurgen (Fernsehserie) – Folge: Ein Kind für die Königin
- 1981: Goldene Zeiten – Bittere Zeiten – Folge: Zehnter Teil